# Alaskasvartfisk
Alaskasvartfisk (Dallia pectoralis) är en fiskart som beskrevs av Bean, 1880. Alaskasvartfisk ingår i släktet Dallia och familjen Umbridae. Inga underarter finns listade i Catalogue of Life.

## Bildgalleri

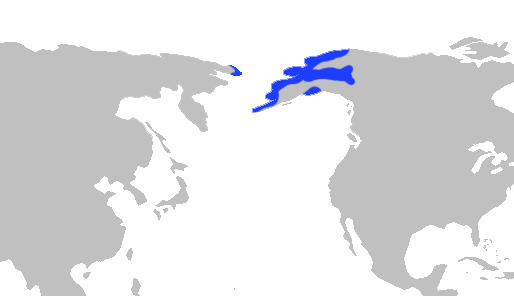